# Yoga della risata
Lo yoga della risata (Hasyayoga) è una forma di yoga che fa uso della risata autoindotta. La risata è un fenomeno naturale e non necessariamente implica la comicità o la commedia. Da un'idea del medico indiano di Mumbai, Madan Kataria, ha avuto origine il primo Club della risata, in un parco pubblico, il 13 marzo 1995, con un minuscolo gruppo di membri attivi. Oggi si contano oltre 6000 club in oltre 120 paesi che fanno di questa forma di yoga un fenomeno di portata mondiale.
Kataria ha illustrato in dettaglio questa pratica nel suo libro Ridere senza motivo.

## Il metodo
La risata si sviluppa facilmente in gruppo, quando si combinano insieme contatto visivo, giocosità tipica dell'infanzia ed esercizi appositamente studiati per stimolare il gioco. La risata simulata si trasforma presto in risata autentica. Lo yoga della risata favorisce un maggiore apporto di ossigeno al corpo ed al cervello perché ingloba la respirazione yogica, profonda e diaframmatica. Si basa sul fatto scientifico che mente e corpo, tanto sotto il profilo fisiologico quanto psicologico, non distinguono tra risata autoindotta e risata autentica, pertanto i benefici che si ottengono sono identici . Verso la metà degli anni Novanta, lo yoga della risata si praticava la mattina presto nei parchi ed i praticanti erano per lo più uomini in età avanzata. Più tardi s'introdusse una versione più formalizzata di questa pratica, resa popolare come "Club della Risata". Il primo Club fu avviato da Kataria il 13 marzo 1995 a Mumbai, con solo cinque persone, in un parco pubblico. L'idea, da qui, si è diffusa rapidamente.
Le sessioni di yoga della risata iniziano con semplici esercizi di riscaldamento che comprendono stretching, vocalizzazioni, battito delle mani e movimenti del corpo. Tutto ciò aiuta a far cadere le inibizioni ed a sviluppare sentimenti di giocosità. Gli esercizi di respirazione si usano per preparare i polmoni alla risata ed espellere l'anidride carbonica residua da essi; sono intervallati da una serie di “esercizi di risate” che combinano esercizi mimici  con la giocosità.
Questi esercizi, quando si combinano con le dinamiche di gruppo, portano ad una risata incondizionata, prolungata e sostenuta. Gli esercizi di risate sono intervallati da esercizi di respirazione. Venti minuti di risate sono sufficienti per sviluppare benefici fisiologici importanti. Una sessione di yoga della risata può terminare con la cosiddetta "Meditazione della Risata". Quest'ultima è una sessione di risate destrutturate durante la quale i partecipanti sono seduti o sdraiati e lasciano che la risata naturale scorra dall'interno come una fontana. Alla fine possono essere inseriti alcuni esercizi di rilassamento guidato.

## Il perché del nome
La ragione principale per cui il dott. Madan Kataria chiamò questa tecnica "yoga della risata" è perché esso incorpora negli esercizi di risate il Prāṇāyāma, l'antica scienza della respirazione. Il pranayama ha un effetto immediato e potente sulla fisiologia e si usa da oltre quattromila anni per influenzare il corpo, la mente e le emozioni. Secondo la filosofia yoga, l'uomo vive perché l'energia cosmica dell'universo scorre nel nostro corpo attraverso il respiro che è la forza vitale o Prana. L'essenza della vita è il respiro. A causa dello stress e delle emozioni negative, il nostro respiro diventa irregolare e superficiale, influenzando il flusso di Prana attraverso il corpo. Da un punto di vista medico, la componente più importante del respiro è l'ossigeno.